# أفرايم ريكر
أفرايم ريكر (بالإنجليزية: Efraim Racker)‏ هو عالم نمساوي في مجال كيمياء حيوية ولد في 28 يونيو 1913 في بولندا، حائز على جائزة قلادة العلوم الوطنية الأمريكية.

## وصلات خارجية
- الموقع الرسمي لجائزة قلادة العلوم الوطنية الأمريكية